# Реквієм за пані Джей
«Реквієм за пані Джей» (серб. Rekvijem za gospodju J.) — копродукційний комедійний фільм 2017 року, поставлений режисером Бояном Вулетичем. Прем'єра фільму відбулася 11 лютого 2017 року на 67-му Берлінському кінофестивалі в секції «Спеціальна панорама». У липні 2017 року фільм брав участь в міжнародній конкурсній програмі 8-го Одеського міжнародного кінофестивалю у змаганні за головний приз — Золотий Дюк .

## Сюжет
Пані Джей (Мір'яна Каранович) втомилася від життя. Її чоловік помер рік тому — й вона почувається втомленою та самотньою. Тому пані Джей вирішила накласти на себе руки. Все ретельно спланувала, обрала дату річниці смерті чоловіка, та навіть пістолет роздобула. Перед цим їй потрібно завершити кілька нагальних справ: попрощатися з дітьми, знайти каменяра, що зробить для неї надгробок, повернути крісло, що вона позичила у сусіда та отримати сертифікат щодо працевлаштування за останні 20 років. Але ж, у країні, що проходить соціальну трансформацію — це дуже непросто. Та й жити у час трансформації складно. Проте померти — виявлятися ще складніше…

## У ролях
| • Мір'яна Каранович  | … | пані Джей |
| • Йована Гаврилович  | … | Ана       |
| • Даніка Неделькович | … | Ковілька  |
| • Вукич Перович      | … | Міланче   |
| • Міра Баняц         | … | Десанка   |
| • Борис Ісакович     | … | Джордже   |
| • Срджан Тодорович   | … | Луді Гайя |

## Знімальна група
- Автор сценарію — Боян Вулетич
- Режисер-постановник — Боян Вулетич
- Продюсер — Томі Салковські
- Лінійний продюсер — Стефан Младенович
- Співпродюсер — Аліс Орм'єр
- Оператор — Єлена Станкович
- Монтаж — Владимир Павловський
- Художник-постановник — Зорана Петров
- Художник по костюмах — Лана Павлович

## Нагороди та номінації
| Список нагород та номінацій          | Список нагород та номінацій | Список нагород та номінацій      | Список нагород та номінацій | Список нагород та номінацій | Список нагород та номінацій |
| Кінопремія                           | Рік                         | Категорія                        | Номінант(и)                 | Результат                   | Дж                          |
| ------------------------------------ | --------------------------- | -------------------------------- | --------------------------- | --------------------------- | --------------------------- |
| Софійський міжнародний кінофестиваль | 2017                        | Приз ФІПРЕССІ за найкращий фільм | Реквієм за пані Джей        | Перемога                    |                             |
| Одеський міжнародний кінофестиваль   | 2017                        | Гран-прі Золотий Дюк             | Реквієм за пані Джей        | Номінація                   | [ 2 ]                       |